# Jakob Johann von Uexküll
Jakob Johann von Uexküll (ur. 8 września 1864 w Mihkli w Estonii, zm. 25 lipca 1944 w Anacapri) – niemiecki biolog.

## Życiorys
Urodził się w dobrach Keblas w Mihkli, w niemieckiej rodzinie szlacheckiej jako syn Alexandra i Sophie von Hahn. W latach 1874–1877 uczył się w gimnazjum w Coburgu, a świadectwo dojrzałości uzyskał w Rycerskiej i Katedralnej Szkole w Tallinnie. W latach 1884–1888 studiował nauki przyrodnicze na Uniwersytecie Dorpackim w Tartu. W późniejszym czasie pracował jako asystent u profesora Wilhelma Kühne w Heidelbergu.
W 1903 roku ożenił się i osiadł w Heidelbergu. W 1917 roku stracił dobra ziemskie w Estonii, a rok później uzyskał obywatelstwo niemieckie. W latach 1925–1940 był profesorem Uniwersytetu w Hamburgu, gdzie zorganizował Instytut Badania Środowiska, którym następnie kierował. Badał zagadnienia percepcji u zwierząt. Był jednym z twórców współczesnej etologii. W poglądach filozoficznych zajmował stanowisko bliskie witalizmowi.
Po przejściu na emeryturę przeniósł się na stałe na włoską wyspę Capri. Zmarł w wieku 79 lat i został pochowany na cmentarzu protestanckim cimitero acattolico w Capri.

## Rodzina
Jego starszy syn, Thure von Uexküll (1908–2004) był lekarzem internistą, specjalistą w zakresie psychosomatyki. Drugi syn, Gösta von Uexküll (1909–1993) był pisarzem i dziennikarzem. Wnukiem biologa jest Jakob von Uexküll.